# بدرالدین اهدل
حسین بن صدیق بن حسین یمنی شهرت‌یافته به بدرالدین ابن اهدل یا ابن اهدل (۱۴۰۲م - ۱۴۹۷م) فقیه، زبان‌شناس، قاری، صوفی و شاعر عربی یمنی در دورهٔ مملوکی بود. 